# Die Heirat wider Willen
 Die Heirat wider Willen ist eine Komische Oper in drei Akten des Komponisten Engelbert Humperdinck. Das Libretto stammt von Hedwig Humperdinck, der Frau des Komponisten, und basiert auf dem Stück Les demoiselles de Saint Cyr von Alexandre Dumas d. Ä. Die Uraufführung fand am 14. April 1905 unter der Leitung von Richard Strauss in der Berliner Hofoper statt.

## Handlung
Die Handlung spielt zu Beginn des 18. Jahrhunderts vor dem Hintergrund des Spanischen Erbfolgekrieges. Mit historischer Genauigkeit hat sie aber wenig zu tun.

### Erster Akt
Graf Montfort hat sich in Hedwig von Mérian verliebt. Mit Hilfe des Herzogs von Anjou, des späteren spanischen Königs Philipps V., arrangiert er ein Treffen mit seiner Angebeteten im Park des Stiftes Saint-Cyr. Derweil soll sein Freund Duval Luise Mauclaire, die Freundin Hedwigs, ablenken. Luise aber hat Madame de Maintenon, die Oberin des Stiftes und Geliebte Ludwigs XIV., von diesen Vorgängen unterrichtet. Diese lässt nun Montfort und Duval wegen widerrechtlichen Eindringens in ihren Park und der angeblichen Belästigung der Damen verhaften.

### Zweiter Akt
Montfort und Duval sind in der Bastille inhaftiert. Man erwartet von ihnen, dass sie durch Heirat die Ehre der beiden Damen wiederherstellen. An diese Bedingung knüpft sich ihre Freilassung. Notgedrungen willigen die beiden ein. Nach erfolgter Freilassung und der damit verbundenen Eheschließung glauben die beiden an eine Verschwörung der beiden Frauen, um sie als Ehemänner zu bekommen. Daher fliehen sie ohne ihre Frauen nach Spanien, wo der Herzog von Anjou, ihr früherer Helfer, nun als König regiert.

### Dritter Akt
Montfort und Duval leben am spanischen Hof in Madrid. Sie sehnen sich nach einer Rückkehr nach Frankreich, die aber auf Grund der Umstände unmöglich erscheint. Nun reisen auch ihre beiden von ihnen verlassenen Ehefrauen, Hedwig und Luise, in die spanische Hauptstadt. Der König höchstselbst, in Zusammenarbeit mit den Damen, leitet nun die Lösung des Falls ein. Er macht beiden Frauen den Hof und erweckt damit die Eifersucht der beiden Herren. Diese kämpfen nun um die Gunst ihrer Frauen. Auf diese Weise finden nach einigen Verwirrungen die Paare wieder zusammen. Damit dürfen die beiden nun glücklichen Paare auch wieder nach Frankreich zurückkehren.

## Musiknummern
Auf einer Tonträgereinspielung aus dem Jahr 1949, die 2002 vom Label Cantus-Line als Doppel-CD herausgebracht wurde, sind folgende Nummern zu hören:
Erster Akt
- „Lebt wohl, ihr Augen!“
- „Ob mich auch niemand sieht?“
- „Teure Hedwig!“
- „Lassen sie, Teure, mich ihnen gestehen“
- „Hedwig! Weh, sie flieht“
- „Hm, das ist ja ein verflixter kleiner Kobold“
- „Hier muß er sein“
- „Welches Sorgen, welches Bangen“
- „Hörst du der Nachtigall“
- „Wohin? Was gibt’s? Was ist geschehen?“

Zweiter Akt
- „Vorspiel“
- „Schläfst du, Robert?“
- „Seine Exzellenz, der Herr Gouverneur“
- „Andere Männer müssen werben“
- „Ja, wer’s Glück hat“
- „Leichtes Spiel war mir die Liebe“
- „Sieh da, das Frühstück naht“
- „Auf nach Spaniens Blütenauen“
- „Schnell, beeilt euch!“
- „Wir gratulieren, gratulieren“
- „Geliebter!“
- „Freund, wir müssen schleunigst reisen“
- „Verzeihung, lieber Graf“
- „Rasch, Desiree, den Reisewagen“
- „Du töricht Kind!“

Dritter Akt
- „Endlich mal ein lustig Fest“
- „Sieh da, d’Estrée“
- „Einsam ging ich auf den Matten“
- „Mesdames, Messieurs, in den Ballsaal“
- „Warum sind sie entflohen?“
- „Montfort, was willst Du hier?“
- „d’Estrée, was nun?“
- „Üben holde Frauen Tücke“

## Werkgeschichte
Zu den Solisten der von Richard Strauss geleiteten Uraufführung am 14. April 1905 in der Berliner Hofoper gehörten Hermann Bachmann (Philipp V.), Julius Lieban (Robert Montfort), Rudolf Berger (Emil Duval), Emmy Destinn (Hedwig), Emilie Herzog (Luise Mauclair), Paul Knüpfer (Lascoux), Baptist Hoffmann (Haushofmeister), Helene Lieban-Globig (1. Zofe) und Robert Philipp (Herzog von  Anjou).
Weitere Aufführungen gab es 1905 in Brünn, 1906 in Straßburg und 1935 überarbeitet von Wolfram Humperdinck und Adolf Vogl in Leipzig.
Einzelne Nummern werden gelegentlich noch bei Konzerten gespielt.

## Aufnahmen
Die oben erwähnte Einspielung aus dem Jahr 1949 kam im November 2002 beim Label Cantus-Line als Doppel-CD heraus. Dabei handelt es sich um eine Gesamtaufnahme der Oper. Entsprechend dem Alter der Originaleinspielung ist die Tonqualität nicht auf dem gewohnten Niveau des Hörers des 21. Jahrhunderts. Damals wirkten bei der Aufnahme Hans Hopf, Karl Schmitt-Walter, Heinz Hoppe, und Käthe Nentwig mit. Es spielte das Symphonieorchester des Bayerischen Rundfunks unter der Leitung von Hans Altmann.
Im Jahr 1994 entstand die Einspielung eines Opernquerschnitts. Diese wurde 2003 vom Label Deutsche Schallplatten in den Handel gebracht. Mitwirkende waren u. a. Nils Giesecke, Simone Kermes, Peter Edelmann und Lena Lootens. Es spielte das Staatsorchester der Rheinischen Philharmonie unter der Leitung von Christian Kluttig.